# Чемпионат Европы по самбо 2016
Чемпионат Европы по самбо 2016 года проходил в Казани 12-16 мая во Дворце единоборств «Ак Барс».

## Медалисты

### Мужчины
| Весовая категория | Золото                      | Серебро                     | Бронза                                                 |
| ----------------- | --------------------------- | --------------------------- | ------------------------------------------------------ |
| до 52 кг          | Валерий Сороноков · Россия  | Тигран Киракосян · Армения  | Гиви Надарейшвили · Грузия Грачук Осепян · Украина     |
| до 57 кг          | Вахтанг Чидрашвили · Грузия | Владислав Бурдь · Беларусь  | Данил Пономаренко · Россия Максим Манукян · Армения    |
| до 62 кг          | Руслан Багдасарян · Россия  | Дмитрий Евдошенко · Украина | Джавидан Гараев · Азербайджан Вадим Фомин · Эстония    |
| до 68 кг          | Денис Давыдов · Россия      | Миндиа Лилуашвили · Грузия  | Александр Кокша · Беларусь Эмиль Гасанов · Азербайджан |
| до 74 кг          | Амиль Гасымов · Азербайджан | Артур Саркисян · Украина    | Дмитрий Смолин · Беларусь Арсен Казарян · Армения      |
| до 82 кг          | Нико Куция · Грузия         | Евгений Максимов · Россия   | Алексей Ниженко · Украина Тимофей Емельянов · Беларусь |
| до 90 кг          | Давид Оганесян · Россия     | Паата Гвиниашвили · Грузия  | Алексей Степаньков · Беларусь Эдик Петросян · Армения  |
| до 100 кг         | Андрей Казусёнок · Беларусь | Дмитрий Минаков · Россия    | Ярослав Рытко · Украина Давид Лориашвили · Грузия      |
| свыше 100 кг      | Бека Бердзенишвили · Грузия | Владимир Гажич · Сербия     | Мантас Морозас · Литва Юрий Рыбак · Беларусь           |

### Женщины
| Весовая категория | Золото                        | Серебро                     | Бронза                                                      |
| ----------------- | ----------------------------- | --------------------------- | ----------------------------------------------------------- |
| до 48 кг          | Мария Молчанова · Россия      | Лейла Аббасова · Беларусь   | Цветелина Цветанова · Болгария Анастасия Новикова · Украина |
| до 52 кг          | Марина Жарская · Беларусь     | Андреа Ионас · Румыния      | Юлия Вицина · Россия Мария Буёк · Украина                   |
| до 56 кг          | Даниэла Поронеану · Румыния   | Кристина Храмцова · Россия  | Саломе Абашидзе · Грузия Тена Шикич · Хорватия              |
| до 60 кг          | Арина Пчелинцева · Россия     | Калина Стефанова · Болгария | Катерина Прокопенко · Беларусь Анастасия Шевченко · Украина |
| до 64 кг          | Екатерина Оноприенко · Россия | Татьяна Мацко · Беларусь    | Изабель Христова · Болгария Майя Благожевич · Хорватия      |
| до 68 кг          | Маргарита Гурциева · Россия   | Селин Конде · Франция       | Наталья Будяну · Молдова Теа Сухиташвили · Грузия           |
| до 72 кг          | Нино Одзелашвили · Грузия     | Наталья Смаль · Украина     | Ольга Намазова · Беларусь Тифани Легалл · Франция           |
| до 80 кг          | Светлана Тимошенко · Беларусь | Иринэ Леонидзе · Грузия     | Дайна Амбарцумова · Россия Алина Ковальска · Украина        |
| свыше 80 кг       | Анжела Гаспарян · Россия      | Елена Кебадзе · Грузия      | Анастасия Сапсай · Украина Елизавета Моисеенко · Беларусь   |

### Боевое самбо
| Весовая категория | Золото                      | Серебро                    | Бронза                                                 |
| ----------------- | --------------------------- | -------------------------- | ------------------------------------------------------ |
| до 52 кг          | Григорий Мхитарян · Армения | Артуш Асрян · Россия       | Гинтапас Каткус · Литва Сергей Чёрный · Украина        |
| до 57 кг          | Мухтар Гамзаев · Россия     | Марко Косев · Болгария     | Мхитар Мхитарян · Армения Богдан Бабенко · Украина     |
| до 62 кг          | Александр Саликов · Россия  | Сергей Бобырь · Украина    | Ваган Николян · Армения Лютвикас Мацулевичус · Литва   |
| до 68 кг          | Руслан Гасанханов · Россия  | Вачик Варданян · Армения   | Бачуки Бахишвили · Украина Делян Илиев · Болгария      |
| до 74 кг          | Валентин Бенишев · Болгария | Илья Хадкевич · Беларусь   | Заур Азизов · Россия Владислав Руднев · Украина        |
| до 82 кг          | Иван Ложкин · Россия        | Шарли Шмитт · Франция      | Деян Гунявик · Хорватия Максим Рындовский · Украина    |
| до 90 кг          | Хадис Ибрагимов · Россия    | Себастьян Лебебе · Франция | Матия Радиелович · Хорватия Мариан Димитров · Болгария |
| до 100 кг         | Вадим Немков · Россия       | Марко Радиелови · Хорватия | Анатолий Волошинов · Украина Сиди Бюрфа · Франция      |
| свыше 100 кг      | Кирилл Сидельников · Россия | Мартин Маринков · Болгария | Эмантас Вакасас · Литва Дмитрий Побережец · Украина    |

## Командные результаты

### Спортивное самбо, женщины
1. Россия;
2. Беларусь;
3. Грузия;

### Спортивное самбо, мужчины
1. Россия;
2. Грузия;
3. Беларусь;

### Боевое самбо
1. Россия;
2. Украина;
3. Болгария;